# Alloeocarpa bacca
Alloeocarpa bacca är en sjöpungsart som beskrevs av Ärrnbäck 1929. Alloeocarpa bacca ingår i släktet Alloeocarpa och familjen Styelidae.
Artens utbredningsområde är Södra Ishavet. Inga underarter finns listade i Catalogue of Life.